# Hypena aroa
Hypena aroa là một loài bướm đêm trong họ Erebidae.